# Cyphura urapteroides
Cyphura urapteroides är en fjärilsart som beskrevs av James John Joicey. Cyphura urapteroides ingår i släktet Cyphura och familjen Uraniidae. Inga underarter finns listade i Catalogue of Life.